# Nikołaj Arżanow
Nikołaj Nikołajewicz Arżanow (ros. Николай Николаевич Аржанов, ur. 25 lutego?/10 marca 1913 we wsi Bokszewo w guberni kostromskiej (obecnie w rejonie kołogriwskim w obwodzie kostromskim), zm. 7 lutego 1976 w Kazaniu) – radziecki pilot doświadczalny i lotnik wojskowy, Bohater Związku Radzieckiego (1957).

## Życiorys
Pracował w rejonowym komitecie Komsomołu w Kołogriwie, od 1932 mieszkał w Kazaniu, gdzie w 1934 ukończył aeroklub, a w 1935 wyższą szkołę lotników-instruktorów Osoawiachimu. Kierował jedną z filii aeroklubu w Kazaniu, w 1937 ukończył Wydział Budowy Samolotów Kazańskiego Instytutu Lotniczego, po czym został kierowniczym inżynierem i następnie szefem stacji lotniczo-doświadczalnej fabryki lotniczej nr 22 w Kazaniu. Nauczył się pilotować samolot i wkrótce zaczął latać w transportowym oddziale fabryki. Od 1943 do 1963 był pilotem doświadczalnym kazańskiej fabryki lotniczej nr 22. Przetestował wiele modeli samolotów, m.in. pasażerskie Tu-110, Tu-104B i Tu-104E, bombowce Pe-2 i Tu-4, odrzutowce Tu-16, Tu-110 i Tu-104 oraz ich modyfikacje. Później pracował jako inżynier w kazańskiej fabryce lotniczej. W 1957 otrzymał stopień kapitana rezerwy, a 23 września 1961 tytuł Zasłużonego Pilota Doświadczalnego ZSRR.

## Odznaczenia
- Złota Gwiazda Bohatera Związku Radzieckiego (1 maja 1957)
- Order Lenina (1 maja 1957)
- Order Czerwonego Sztandaru Pracy (31 lipca 1948)
- Order Czerwonej Gwiazdy (dwukrotnie, 13 lutego 1944 i 20 września 1947)

I medale.